# Тернинг торсо
ХСБ Тернинг Торсо (уврнути торзо), је облакодер у Малмеу, (Шведска). 
Дизајнирао га је шпански архитекта Сантијаго Калатрава, а службено је отворен 27. августа 2005. По завршетку грађевине, Тернинг торсо је био највиша зграда Скандинавије, а други по величини кондоминијум у Европи.
Зграда је висока 190 метара и има 54 спрата. Дизајн је базиран на скулптури Сантиага Калатраве која се зове Twisting Torso.
Један од разлога градње овог облакодера је био поново успостављање препознатљивог skylinea града Малмеа, јер је 2002. уклоњен Kockumskranen ("Коцкумски кран"), који је био лоциран мање од једног километра од облакодера. 
Локални политичари су сматрали врло важним да грађани имају симбол града Малмеа - Kockumskranen , који је био огромни кран који се користио за градњу бродова. 
Тернинг Торсо се може сматрати спомеником новог, интернационализованог Малмеа.